# كأس ماليزيا
كأس ماليزيا (ملايو:Piala Malaysia) ، هي بطولة كأس ماليزيا الرسمية لكرة القدم التي أنشئت سنة 1923م في ماليزيا.

## وصلات خارجية
- Football Association of Malaysia
- Malaysia Cup
- List of Malaysia Cup winners by Rec.Sport.Soccer Statistics Foundation(RSSSF)